# زيشان علي
زيشان علي مواليد 1970 في كلكتا، هو لاعب كرة مضرب هندي سابق بدأ مسيرته كمحترف سنة 1988 وكان يلعب باليد اليمنى، اعتزل اللعب في 1995. أعلى تصنيف له في الفردي كان المركز الـ 126 في سنة 1988. سبق أن شارك في دورة الألعاب الأولمبية الصيفية. شارك في الألعاب الأولمبية الصيفية 1988 في سول، حيث هزم في الجولة الثانية.

## روابط خارجية
- زيشان علي على موقع رابطة محترفي التنس (الإنجليزية)
- زيشان علي على موقع الاتحاد الدولي لكرة المضرب (الإنجليزية)
- زيشان علي على موقع كأس ديفيز (الإنجليزية)
- زيشان علي على موقع خلاصة التنس.كوم (الإنجليزية)
- زيشان علي على موقع أوليمبيديا (الإنجليزية)